# SG Studentenkompanie Prag
Die SG Studentenkompanie Prag war ein kurzlebiger Sportverein im Deutschen Reich in der heutigen tschechischen Hauptstadt Prag.

## Geschichte
| Liga und Saison               | Platz |
| ----------------------------- | ----- |
| Gauliga Böhmen-Mähren 1943/44 | 4     |

Der Verein trat das erste Mal zur Saison 1943/44 in der Gauliga Böhmen-Mähren an und belegte dort den vierten Platz. Weitere Daten aus dieser Saison sind nicht überliefert. Zur Saison 1944/45 wurden die Vereine in drei Gruppen eingeteilt, die SG landete dabei in der Gruppe Böhmen. Durch das voranschreiten des Zweiten Weltkriegs konnte aber kein Spielbetrieb mehr aufgenommen werden. Mit Kriegsende wurde Böhmen wieder Teil der Tschechoslowakei. Der Verein wurde aufgelöst.